# تل خضر
تل خضر مربوط به دوران‌های تاریخی پس از اسلام است و در شهرستان شیراز، روستای آتشکده واقع شده و این اثر در تاریخ ۲۵ اسفند ۱۳۷۹ با شمارهٔ ثبت ۳۴۰۹ به‌عنوان یکی از آثار ملی ایران به ثبت رسیده است.